# Neufang (Kulmbach)
Neufang (oberfränkisch: Eufeng) ist ein Gemeindeteil der Großen Kreisstadt Kulmbach im Landkreis Kulmbach (Oberfranken, Bayern). Neufang liegt in der Gemarkung Lehenthal.

## Geografie
Im Westen grenzt an die Einöde der Ziegelhüttener Forst. Im Süden befindet sich der Flugplatz Kulmbach. Ein Anliegerweg führt zu einer Gemeindeverbindungsstraße bei Ramscheid (0,6 km nordöstlich).

## Geschichte
Der Ort wurde 1398 als „Newfang“ erstmals urkundlich erwähnt. Die umgangssprachliche Form legt nahe, dass der Ort ursprünglich „Einfang“ hieß und die Umdeutung auf „Neu-“ sekundär ist. Mit Einfang wurde umfasstes Land bezeichnet.
Gegen Ende des 18. Jahrhunderts bestand Neufang aus einem Anwesen. Das Hochgericht übte das bayreuthische Stadtvogteiamt Kulmbach aus. Das Kastenamt Kulmbach war Grundherr des Schafhofs.
Von 1797 bis 1810 unterstand der Ort dem Justiz- und Kammeramt Kulmbach. Mit dem Gemeindeedikt wurde Neufang dem 1811 gebildeten Steuerdistrikt Lehenthal und der 1812 gebildeten gleichnamigen Ruralgemeinde zugewiesen. Am 1. Januar 1976 wurde Neufang im Zuge der Gebietsreform in Bayern nach Kulmbach eingegliedert.

### Einwohnerentwicklung
| Jahr      | 001818 | 001861 | 001871 | 001885 | 001900 | 001925 | 001950 | 001961 | 001970 | 001987 |
| Einwohner | 14     | 29     | 35     | 30     | 28     | 17     | 24     | 15     | 12     | 9      |
| Häuser    | 3      |        |        | 4      | 3      | 2      | 2      | 2      |        | 2      |
| Quelle    | [ 8 ]  | [ 11 ] | [ 12 ] | [ 13 ] | [ 14 ] | [ 15 ] | [ 16 ] | [ 17 ] | [ 18 ] | [ 1 ]  |

## Religion
Neufang ist seit der Reformation evangelisch-lutherisch geprägt und nach Lehenthal gepfarrt.